# Национальный монумент независимости
Национальный монумент независимости — 132-метровая смотровая башня в центре площади Медан Мердека (Джакарта, Индонезия). Вход в комплекс стоит 2500 рупий, а вход на смотровую площадку — 7500 рупий.

## История строительства
Строительство предполагало три этапа.
Первый этап с 1961/1962 — по 1964/1965. Этап начался с официального открытия строительства 17 августа 1961 года. Вместе с президентом Сукарно была забита первая свая. Для башни всего было забито около 284 свай, а остальные 360 свай были использованы для строительства фундамента музея. Работы со сваями были закончены в марте 1962 года. Строительство самого обелиска завершилось в 1963 году.
Работа на втором этапе, в 1966—1968 годах, были задержаны нехваткой финансирования и попыткой государственного переворота.
На последнем этапе, в 1969—1976 годах, оставалось достроить музей и решить проблему протечки воды в нем. Монумент был официально открыт 12 июля 1975 года.

## Описание
Форма сооружения определяется как циклопическая. На вершине находится смотровая площадка, с которой открывается прекрасный вид на город. Площадка находится на высоте 115 метров. Монумент призван напоминать людям о тех годах, когда велась борьба колониальной в то время Индонезии за свою независимость.
На самой верхушке монумента находится «Пламя Независимости» — это скульптура в виде огня, покрытая настоящим золотом, вес которого составил 33 кг. Сам факел сделан из бронзы. Внутри факела находятся механизмы для лифтов.
В подземной части монумента находится Музей национальной истории Индонезии. В нём представлены около 50 внушительных диорам отображающих все основные события индонезийской истории.

## Интересные факты
- Памятник олицетворяет философию единства лингама и йони – символов мужского и женского начала.
- Бассейн с северной стороны башни предназначен для охлаждения систем кондиционирования музея.

## Галерея

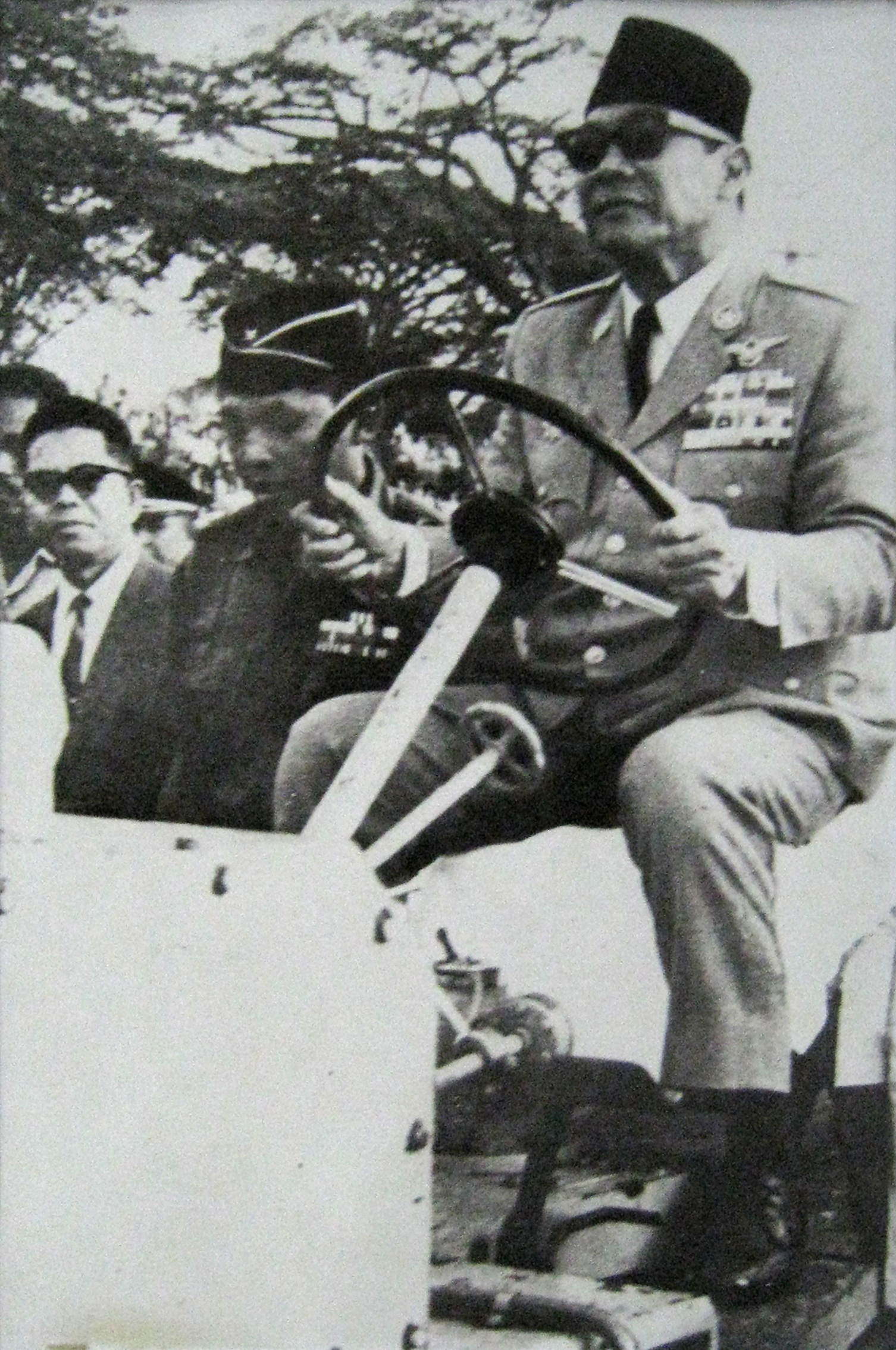
Сукарно на строительстве монумента
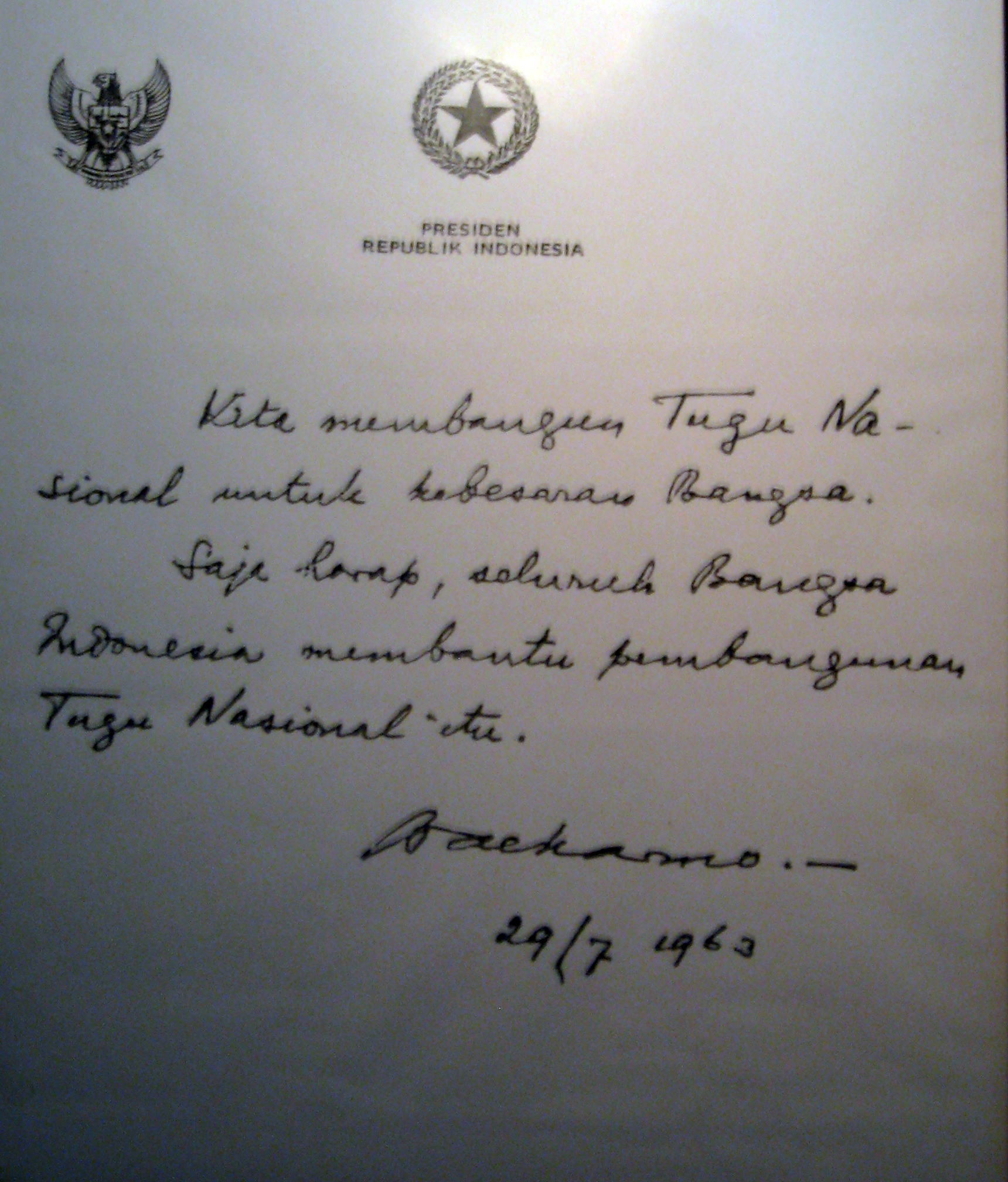
Письмо с выражением желания Сукарно о строительства "Национального монумента". 29 июля 1963
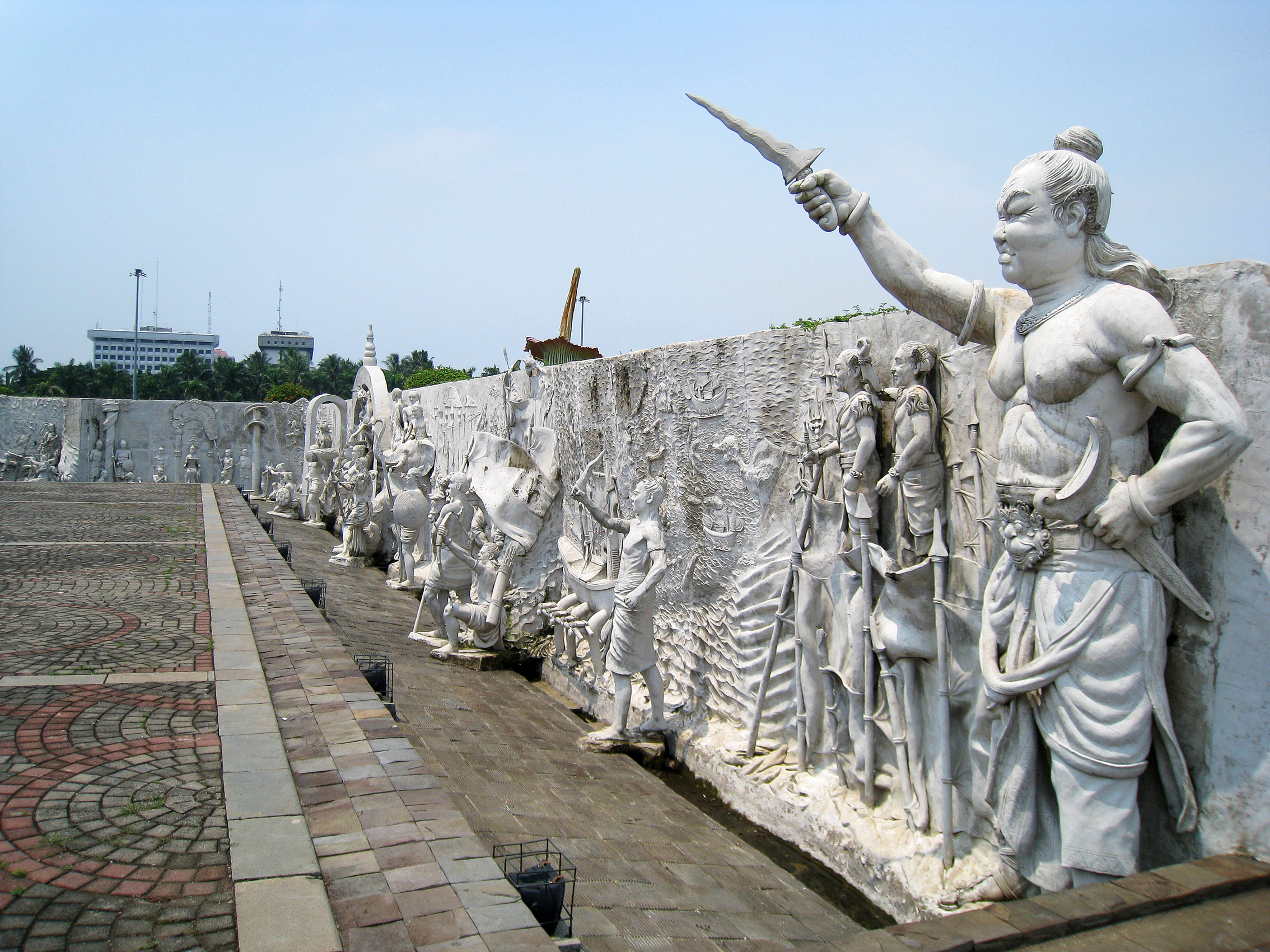
Горельефы индонезийской истории изображающие Гаджа Мада и Маджапахит
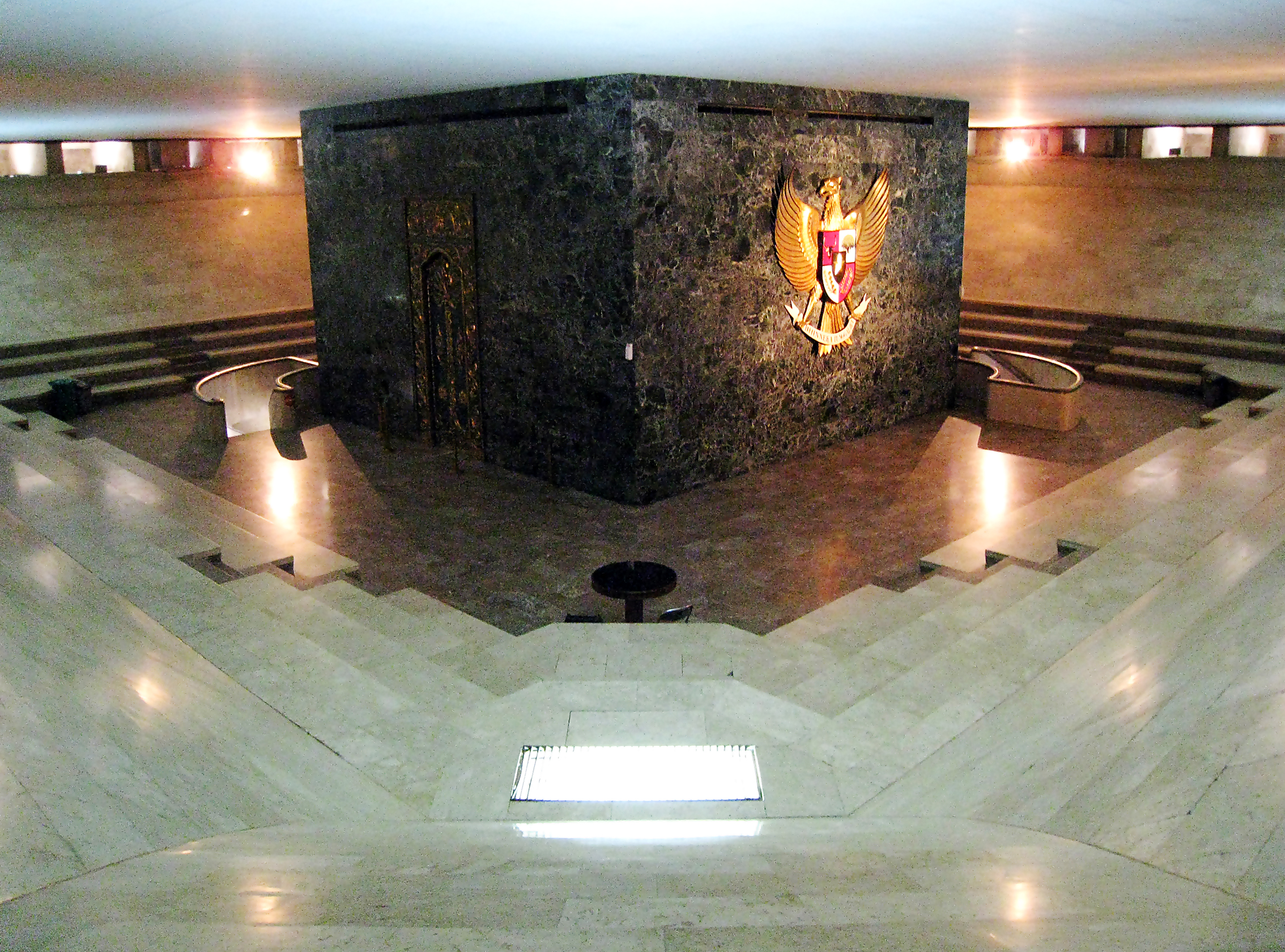
Зал независимости
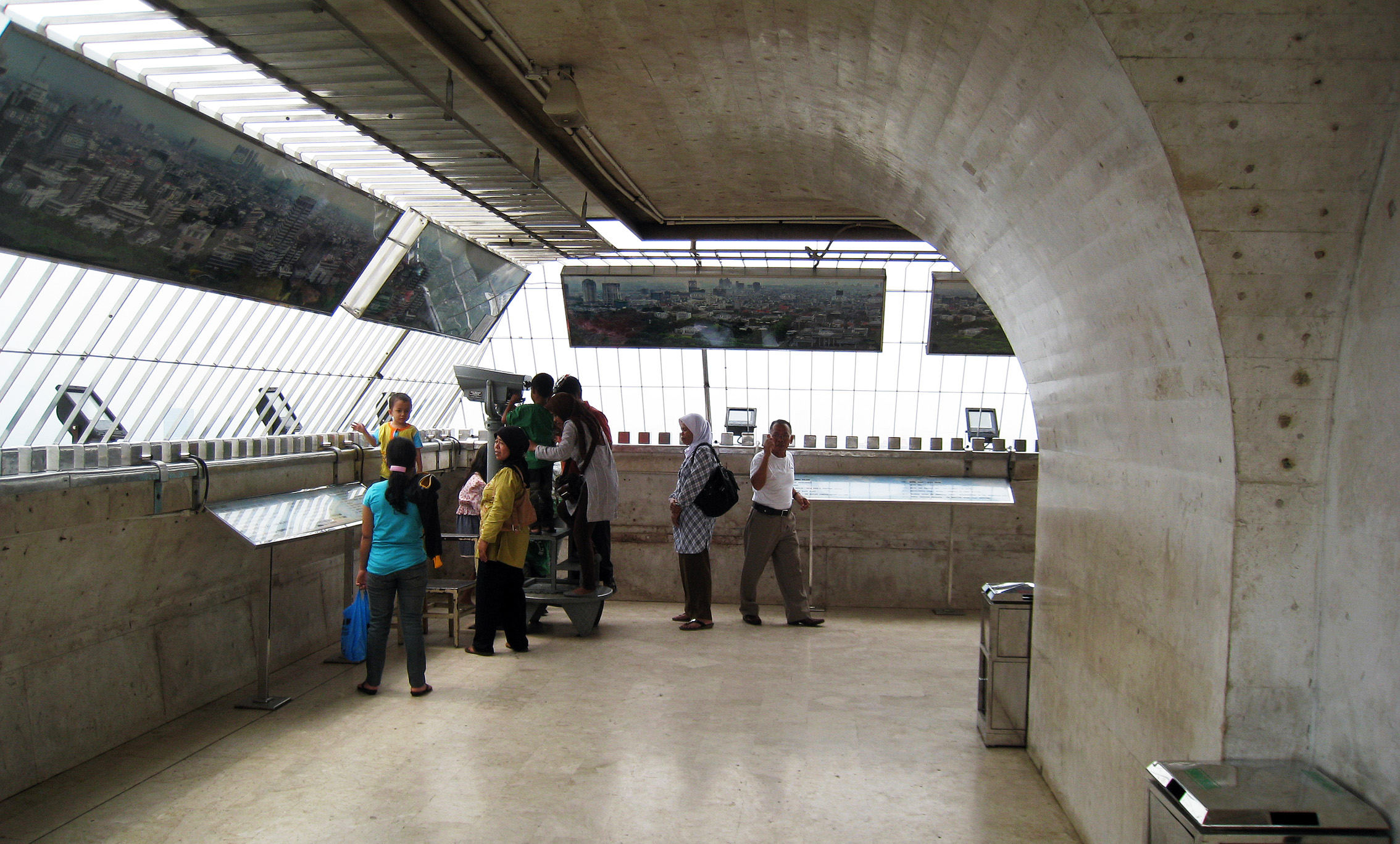
Смотровая площадка
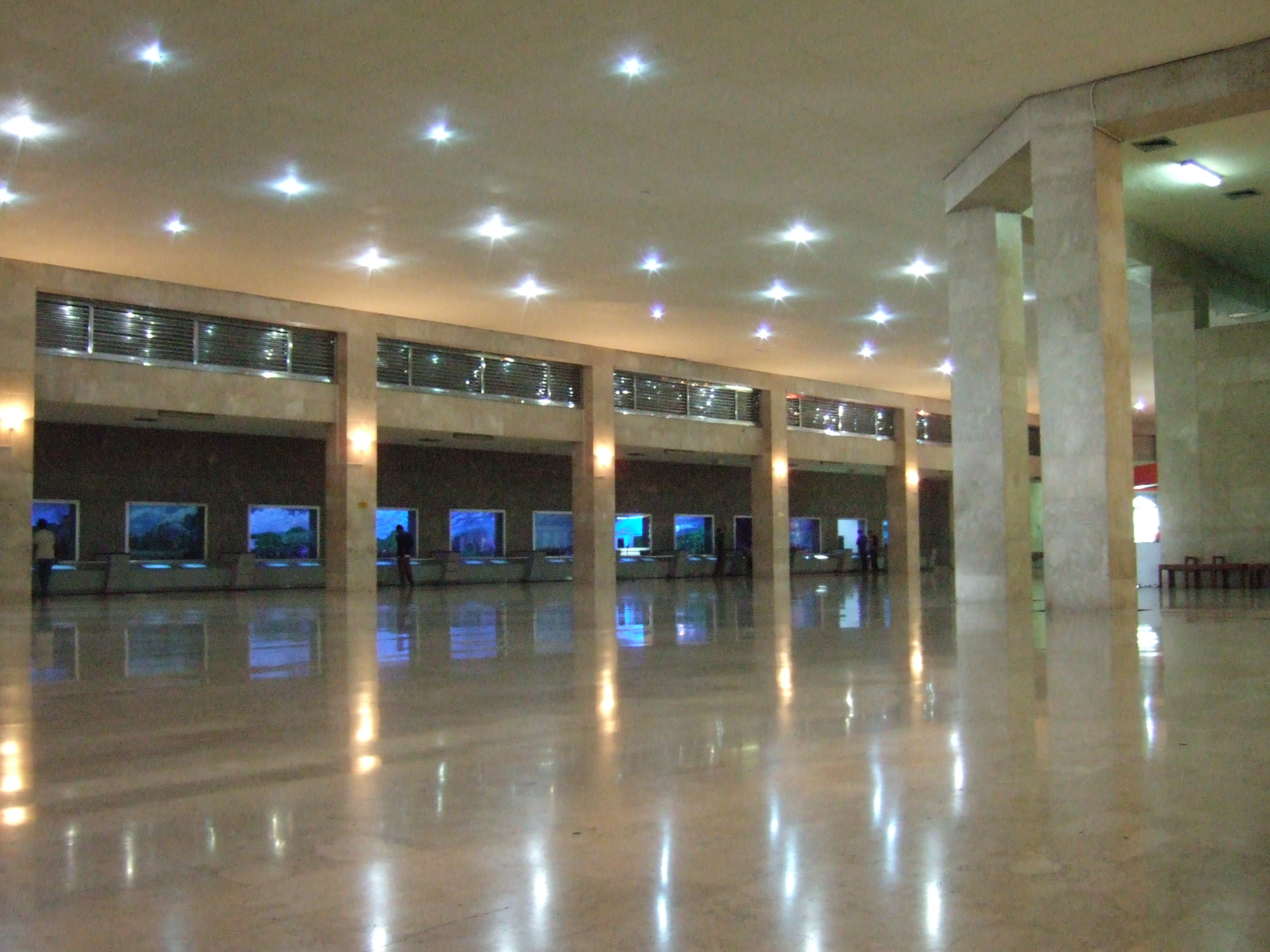
Музей национальной истории Индонезии
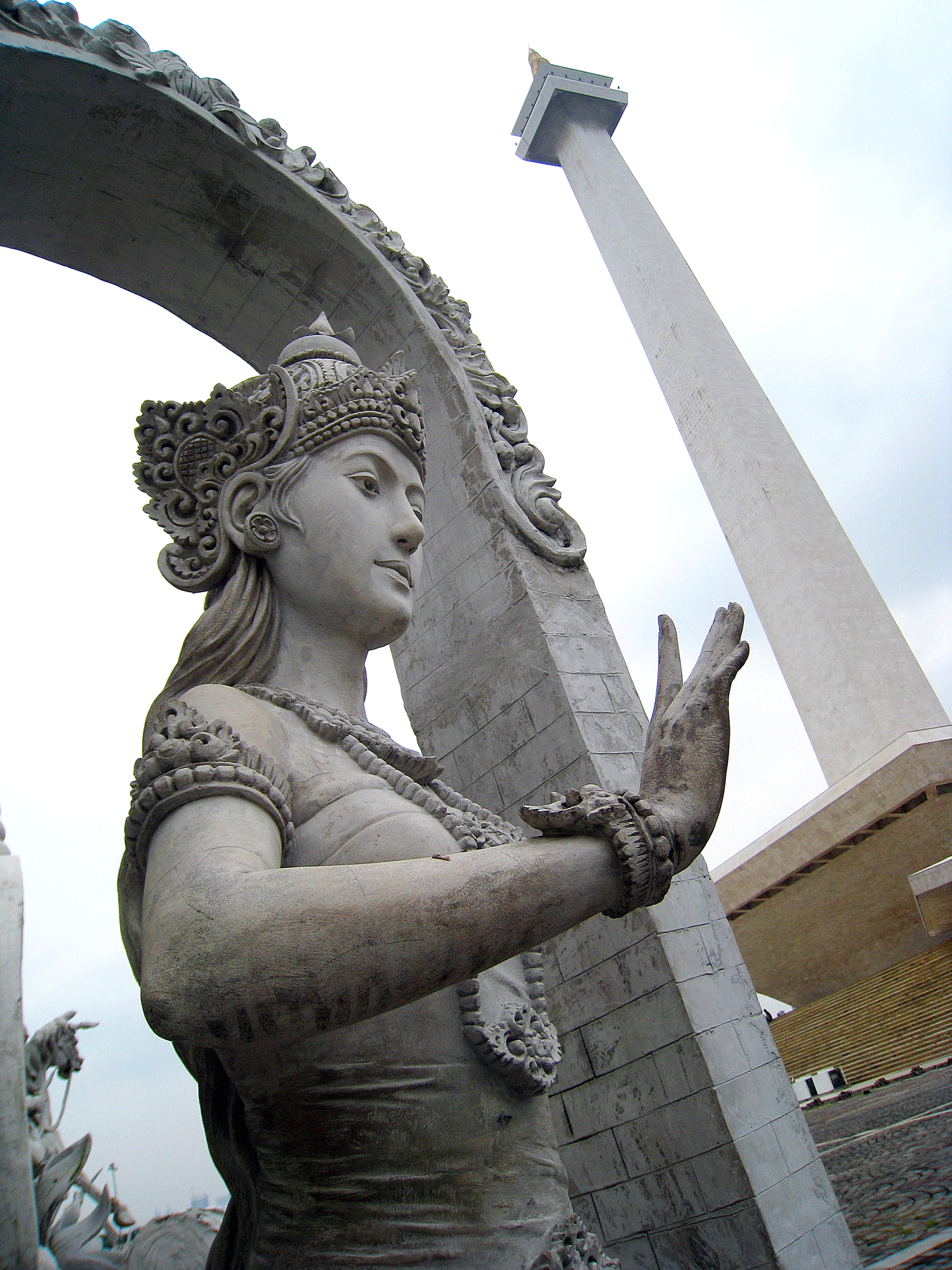
Горельеф Притхиви
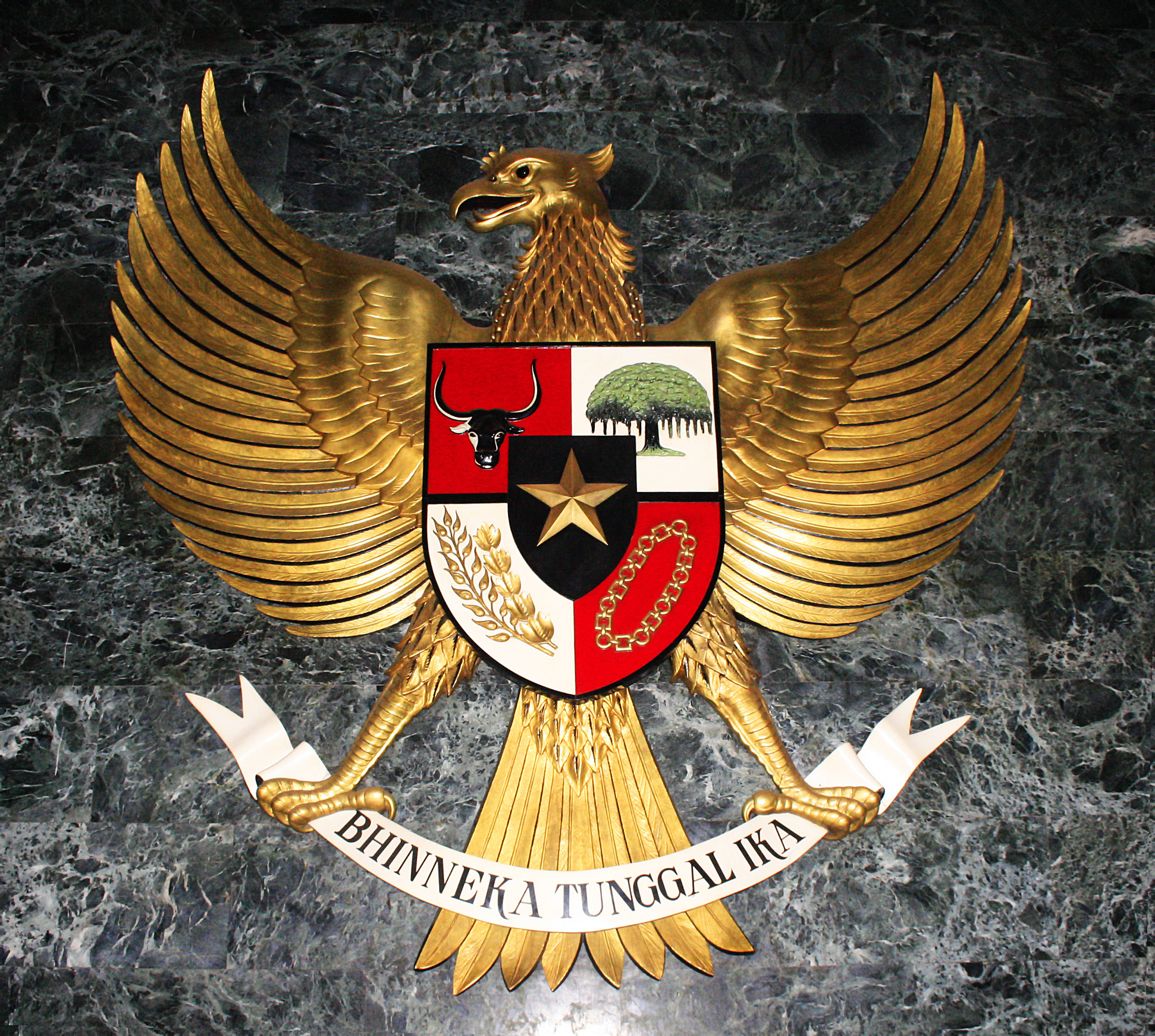
Герб Индонезии в музее
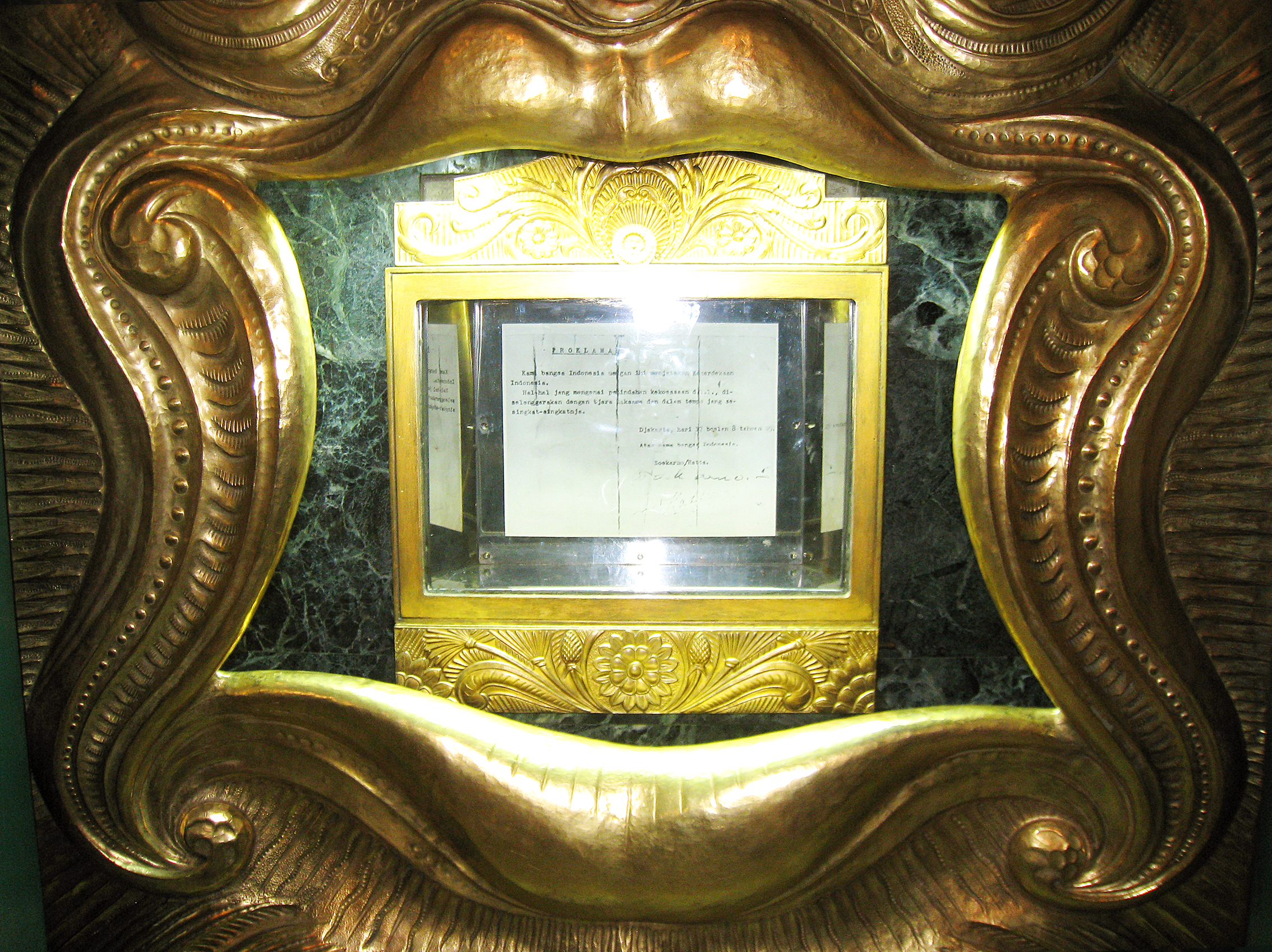
Оригинальный текст декларации независимости
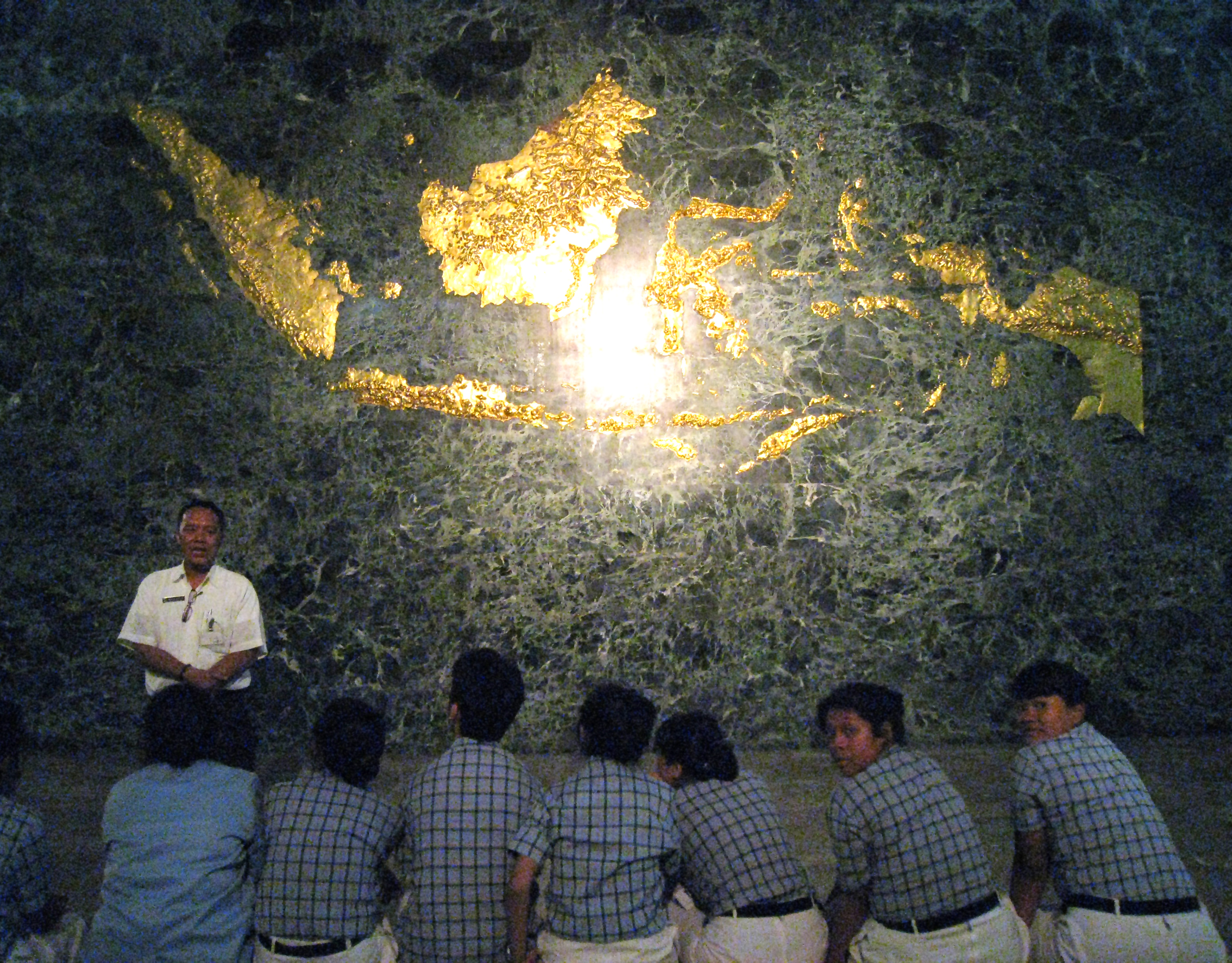
Золотая карта индонезийского архипелага